# روبرتو تاكيني
روبرتو تاكيني (بالإيطالية: Roberto Tacchini)‏ هو لاعب كرة قدم إيطالي في مركز الوسط، ولد في 14 ديسمبر 1940 في رابالو في إيطاليا. لعب مع إنتر ميلان ونادي باري.